# Берлоко, Джачинто
Джачинто Берлоко (итал. Giacinto Berloco; род. 31 августа 1941, Альтамура, королевство Италия) — итальянский прелат и ватиканский дипломат. Титулярный архиепископ Фидене с 15 марта 1990. Апостольский про-нунций в Зимбабве и апостольский делегат в Мозамбике с 15 марта 1990 по 17 июля 1993. Апостольский нунций в Коста-Рике с 17 июля 1993 по 5 мая 1998. Апостольский нунций в Белизе и Сальвадоре с 5 мая 1998 по 24 февраля 2005. Апостольский нунций в Венесуэле с 24 февраля 2005 по 18 июня 2009. Апостольский нунций в Бельгии и Люксембурге с 18 июня 2009 по 12 октября 2016.